# Fred Léal
Pour les articles homonymes, voir Leal.
Fred Léal, né le 14 août 1968, est un écrivain, poète et médecin français.

## Ouvrages
- Mismatch, éditions de l'Attente, 2002.
- Selva !, P.O.L, 2002.
- Bleu note, P.O.L, 2003.
- Le Peigne-noir, éditions de l'Attente, 2004.
- In terroir gâteau, éditions de l'Attente, 2005.
- Let's let's go, P.O.L, 2005.
- Un trou sous la brèche, P.O.L, 2006.
- Le Peigne-rose, éditions de l'Attente, 2007.
- La Porte 'verte, P.O.L, 2008.
- Délaissé, P.O.L, 2010.
- Le Peigne-jaune, éditions de l'Attente, 2011.
- Le Mont Perclus de ma solitude, P.O.L, 2015.
- Soupirs de bêtes en rut, P.O.L, 2018.